# ベティ・サイズモア
『ベティ・サイズモア』（Nurse Betty）は、2000年制作のアメリカ映画。

## ストーリー
カンザス州の鄙びた町フェアオークスのダイナーに勤めるウェイトレス、ベティ・サイズモア(レネー・ゼルウィガー)は連続医療ドラマ『愛のすべて(A Reason to Love)』のファンだった。純情な彼女は、車のディーラーである夫のデル(アーロン・エッカート)が他の女と寝ているとは疑いもしなかったし、彼が陰でドラッグ取引にも手を出しているとは知りもしなかった。
ベティの誕生日、彼女は夫の車販売店のビュイック・ルセイバーを借りたいと頼むが無碍に断られたため、こっそり持ち出してしまう。悪いことに、ビュイックのトランクはデルのドラッグの隠し場所だった。さらにまずいことに、デルは盗んだドラッグの買い取りをそうとは知らず盗んだ組織に持ちかけてしまっていた。殺し屋のチャーリー(モーガン・フリーマン)が子分のウェスリー(クリス・ロック)を連れデルの家に現れ、ドラッグの在り処を吐かないと頭の皮を剥ぐと脅す。デルはすぐに従うが、チャーリーの言葉の真意を読み違えたウェスリーがデルの頭の皮を本当に剥いでしまい、二人はデルを殺す羽目になる。現場を目撃したベティは強いストレスによって現実乖離を起こし、自分をドラマ『愛のすべて』に登場する看護師だと考えるようになる。
その夜、バラード保安官(プルイット・テイラー・ヴィンス)、地方新聞の記者ロイ(クリスピン・グローヴァー)、数名の警官によって現場検証がなされるが、事件の記憶をなくしたベティは何もなかったようにスーツケースを持って家を出ようとしたため、警察署に連れて行かれ、精神科医の診察を受ける。ひとまず友人の家に泊まることになったベティだが、真夜中、書き置きを残しビュイックで旅に出てしまう。立ち寄ったアリゾナのバー「キャニオン・ランチ・バー」では、バーテンダーのエレン(ハリエット・サンソム・ハリスが彼女のローマ旅行の思い出を語るが、ベティの話す身の上話は『愛のすべて』のメインキャラクターである心臓外科医デヴィッドが自分の元婚約者だという妄想だった。一方、ベティの車の中にドラッグがあると気づいた二人の殺し屋は、彼女の後を追う。チャーリーは次第にベティに想いを寄せるようになる。
ロサンゼルスに着いたベティは、デヴィッドと出会うべく看護師の職を探すが、推薦状も資格証明もないため断られる。しかし、たまたま出くわした銃撃現場でドラマの見様見真似の応急処置で被害者の命を救った結果、成り行きで病院の薬局で働くことが許される。命を救った被害者の姉で法律事務所に勤めるローサ(ティア・テクサーダ)の部屋に住めることになったベティは、ローサとともに、いるはずもない元婚約者探しを続ける。ローサは事務所の同僚からデヴィッドが昼ドラの登場人物だと教えられ、病院に行きベティを責める。ベティはローサが嫉妬していると捉え、理解を拒絶する。
デヴィッドを見つけベティに正気を取り戻させたいローサは、同僚からとある慈善パーティーの招待状を受けとる。そこにはデヴィッド役の俳優ジョージ・マコード(グレッグ・キニア)が参加すると書かれていた。ローサはベティをパーティーに連れ出し、ジョージと引き合わせるが、ベティは現実を受け入れず、また、ジョージはベティを『愛のすべて』に出演したいあまりに看護師役になりきっている無名女優だと勘違いする。ベティの妄想を演技に没入できる才能だと誤解したジョージは、彼女の“演技力”に惚れ込み、プロデューサーのライラ(アリソン・ジャネイ)にかけあい、マンネリ化した『愛のすべて』の新キャラクターとしてベティを起用するよう説得する。3日後、ジョージはベティをドラマのセットに連れていき、看護師ベティ役を演じさせようとするが失敗する。ジョージの強い叱責のストレスで、ベティはついに現実感を取り戻し、我に返ってセットから逃げ去る。
家に戻ったベティは、取り戻した自分の記憶をローサに話す。その時、ついに居場所を突き止めた殺し屋のチャーリーとウェスリーが訪れ、ベティとローサを捕える。続いてやってきたロイとバラード保安官も捕まる。膠着状態の末、スキをついたバラード保安官が足首に隠した拳銃でウェスリーを撃ち殺す。ウェスリーの最後の言葉で、彼が実はチャーリーの息子だったことがわかる。息子も殺され追い詰められたチャーリーは、これからはドラマにもどんな男にも頼らず生きていけるとベティを励まし、自らは死を選ぶ。
すべての顛末がテレビで報道され、話題の的となったベティに、ジョージは改めてドラマ出演をオファーする。その後、彼女は『愛のすべて』に計63話出演し、看護師資格取得直前の休暇でヨーロッパを旅し、ローマのカフェで自身の出演作を夢中で観るウェイターの姿に過去の自分を重ねるのだった。

## キャスト
※括弧内は日本語吹替
- ベティ・サイズモア - レネー・ゼルウィガー（佐藤しのぶ）
- チャーリー - モーガン・フリーマン（菅生隆之）
- ウェズリー - クリス・ロック（檀臣幸）
- ジョージ・マッコード - グレッグ・キニア（家中宏）

医師のデヴィッド・ラヴェルを演じる役者。
- デル・サイズモア - アーロン・エッカート（楠大典）

ベティの夫。
- ローサ・ヘルナンデス - ティア・テクサーダ（金沢映子）

ロサンゼルスでの同居人。
- バラード保安官 - プルイット・テイラー・ヴィンス（茶風林）
- ロイ・オーストリー - クリスピン・グローヴァー（小形満）

新聞記者。
- ライラ・ブランチ - アリソン・ジャネイ（塩田朋子）

番組プロデューサー。
- スー・アン・ロジャース - キャスリーン・ウィルホイト

ベティの友人。
- エレン - ハリエット・サンソム・ハリス（英語版）（鈴木弘子）

キャニオン・ランチ・バーの女主人。
- マール - マシュー・カウルズ（水野龍司）

キャニオン・ランチ・バーの客。
- ジョイス - シーラ・ケリー

秘書。

## 受賞歴
- ゴールデングローブ賞 主演女優賞 (ミュージカル・コメディ部門)
- カンヌ国際映画祭 脚本賞